# Warziger Makifrosch

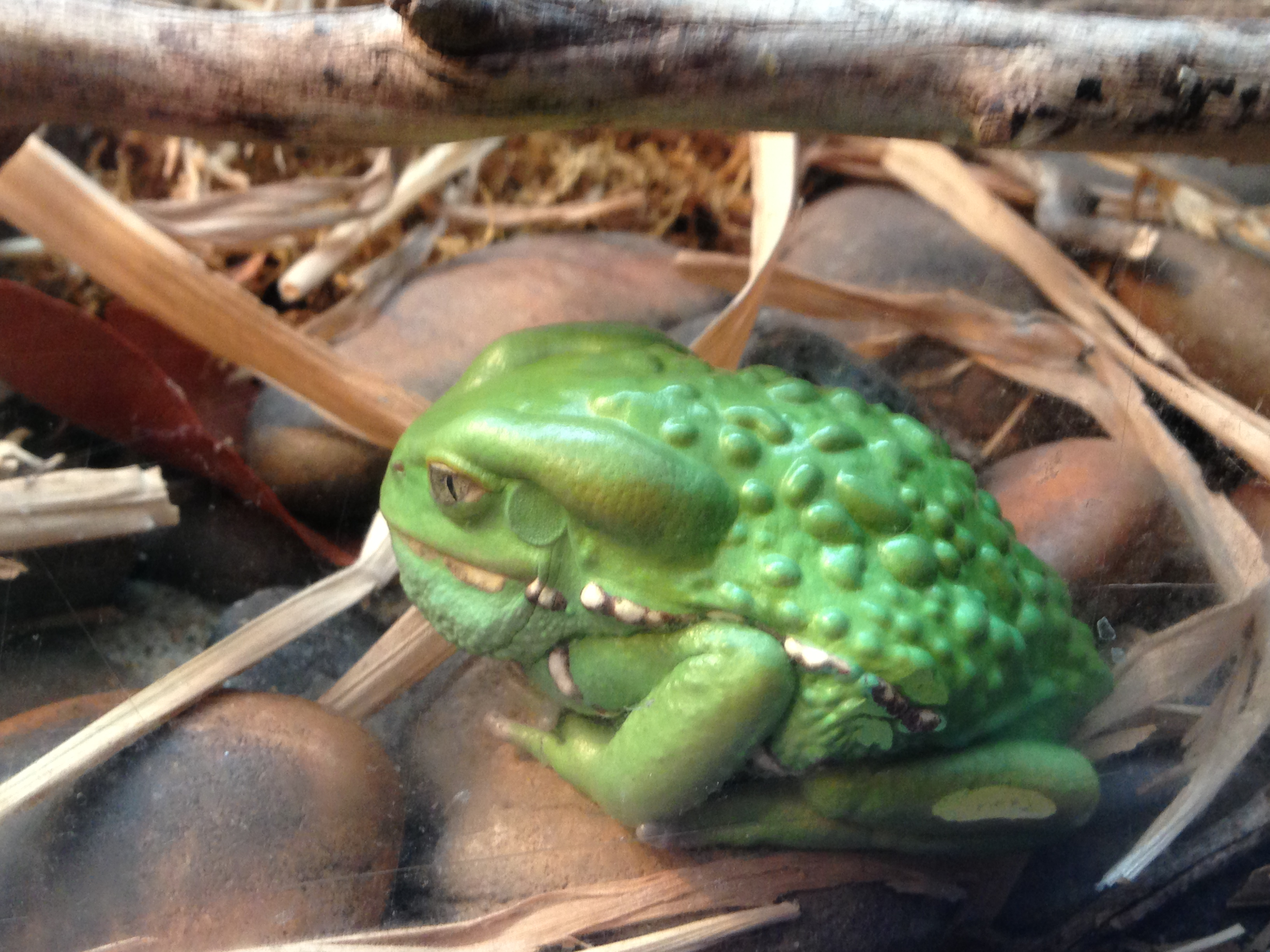
Grasgrüne Morphe

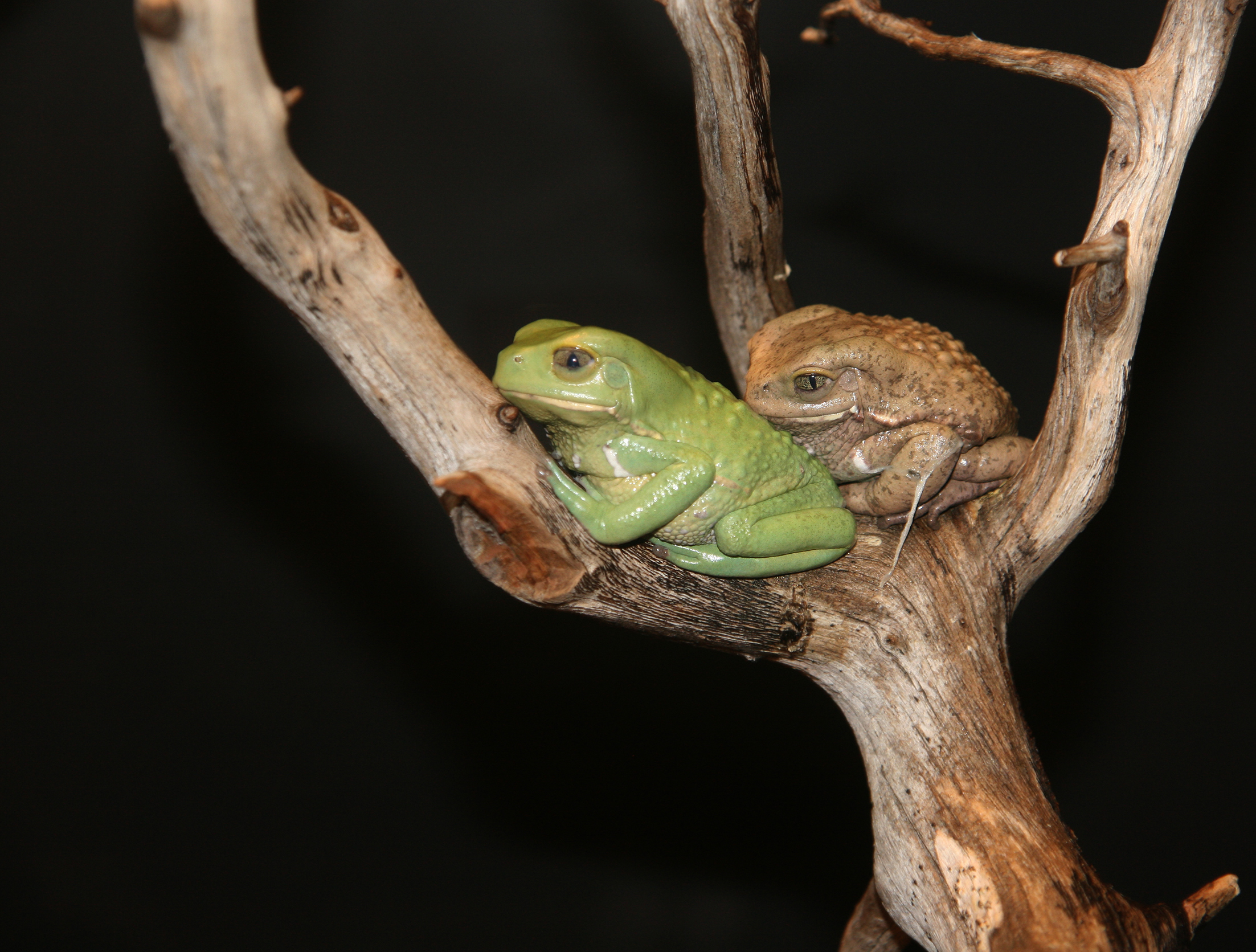
Hellgrüne und braune Morphe im Baum

Der Warzige Makifrosch (Phyllomedusa sauvagii), zuweilen auch Wachsartiger Affenblattfrosch, Wachsgreiffrosch oder Warziger Lemurenfrosch genannt, ist eine zur Unterfamilie der Greiffrösche (Phyllomedusinae) zählende Laubfroschart (Hylidae). Auch im englischen Sprachgebrauch gibt es viele Namen für die Art: Waxy Monkey Tree Frog, Waxy Monkey Leaf Frog, Painted-bellied Tree Frog, Painted-belly Monkey Frog, Painted-belly Leaf Frog. Der Artname ehrt den französischen Herpetologen Henri Émile Sauvage.

## Merkmale
Die Kopf-Rumpf-Länge der Warzigen Makifrösche schwankt zwischen 69,0 und 89,2 Millimetern bei den Männchen und 83,4 bis 96,6 Millimetern bei den Weibchen. Die Grundfärbung der Haut ist in den meisten Fällen grün, zuweilen auch braun. Die Oberseite ist in der Regel mit warzigen Erhebungen versehen, kann gelegentlich jedoch auch glatt sein. Vom Unterkiefer zieht sich ein weißlicher Streifen entlang des Körpers, der sich in mehrere unregelmäßige weiße Streifen und Flecken auf dem Bauch erweitert. Der Kopf des Frosches ist länger als breit und trapezförmig. Die Parotiden sind gut entwickelt. Das Tympanum ist an den Seiten des Kopfes deutlich sichtbar. Die schwarzen Pupillen ihrer großen, hervorstehenden Augen verlaufen vertikal und sind elliptisch. Die auffallend langen Finger haben große Haftscheiben. Sie können ihre Finger und Zehen gegenüberstellen, wodurch das Umfassen dünner Pflanzenteile möglich ist. Sie sind deshalb ausgezeichnete Kletterer.

## Verbreitung und Lebensraum
Der Warzige Makifrosch kommt in den Regenwäldern in Argentinien, Bolivien, Brasilien und Paraguay vor. Die Frösche leben überwiegend in und auf Bäumen und bewohnen die Uferzonen von Teichen und Seen. Sie bevorzugen ein offenes, sonnenbeschienenes Laubdach und meiden dunkle Wälder. Die Höhenverbreitung reicht vom Meeresspiegel bis auf 1500 Meter.

## Lebensweise
Warzige Makifrösche sind nachtaktive, baumbewohnende Frösche. Den Tag verbringen die Tiere gerne an trockenen, warmen Plätzen. Ihre aus Hautdrüsen gebildete wachsartige Schutzschicht der Haut schützt sie vor Austrocknung. Nachts suchen sie nach Nahrung, die aus Spinnen und Insekten besteht. Während der Paarungszeit rufen die Männchen in der Nacht, um Weibchen anzulocken. Nach der Befruchtung legt das Weibchen die Eier in ein aus Blättern zusammengerolltes und verklebtes Nest ab, das meist an der Spitze eines Zweiges über der Wasseroberfläche eines Sees oder Teiches deponiert wird und mit einer gallertartigen Masse gefüllt wird, um Austrocknen zu verhindern. Ein Nest enthält ca. 200 bis 800 Eier. Die vollständige embryonale Entwicklung dauert ungefähr sieben Tage. Die Embryonen ernähren sich vom Eigelb im Ei, bis sie schlüpfen. Sie fallen dabei als Kaulquappen aus ihren Blattnestern in das darunter befindliche Wasser, wonach die Regression der Kiemen unverzüglich beginnt.

## Warziger Makifrosch und Mensch

### Doping im Pferderennsport
Bei Analysen der Hautsekrete des Warzigen Makifroschs wurde entdeckt, dass die Frösche Dermorphin, ein starkes Opioidpeptid produzieren. Pferdetrainer setzten daraufhin Dermorphin als Dopingmittel bei Rennpferden ein, da die schmerzunterdrückende Wirkung die Pferde zu höherer Leistung bringen konnte. Um Manipulationen bei Pferderennen zu verhindern, stufte die Racing Commissioners International (RCI) Dermorphin als Droge der Klasse I ein, was bedeutet, dass es sich um eine verbotene Substanz beim Pferdesport handelt. Um dieses Verbot durchzusetzen, wurde eine schnelle und sichere analytische Methode zum Nachweis von Dermorphin im Blutplasma der Pferde entwickelt.

### Medizin
Dermorphin gilt als besonders schmerzstillend. Untersuchungen in den Vereinigten Staaten ergaben, dass eine Anwendung in der Onkologie als sinnvoll erscheint. Ein diesbezügliches Medikament ist jedoch nicht verfügbar. Weitere Tests sind erforderlich.
In Deutschland finden Forschungen mit Dermorphin als Schmerzunempfindlichkeitsmittel statt. Das Opioidpeptid wird nur für Forschungszwecke und Laboruntersuchungen verwendet. Es ist nicht für die Anwendung im oder am Menschen zugelassen.

### Terrarienhaltung
Warzige Makifrösche werden im internationalen Tierhandel für die Haltung in Terrarien angeboten und aufgrund ihrer auffälligen Körperfarbe sowie ihrer affenartigen Kletterkünste in der Terrarium-Vegetation gerne von privaten Terrarianern erworben. Neben vielen internationalen Zoos zeigen auch einige Zoos in Deutschland den Warzigen Makifrosch, beispielsweise das Aquarium im Zoologischen Garten Berlin sowie der Zoo Frankfurt.

## Gefährdung
Die Bestände des Warzigen Makifroschs sind im leichten Rückgang begriffen, dennoch wird die Art von der Weltnaturschutzorganisation IUCN als „least concern = nicht gefährdet“ geführt. Gefährdungen ergeben sich aufgrund von Urbanisierung und Entwässerung einiger Lebensräume, längeren Dürreperioden, Einsatz von Pestiziden sowie Entnahme von Individuen für den Haustierhandel.